# جاناتان بورن جونیور
جاناتان بورن جونیور (به انگلیسی: Jonathan Bourne, Jr.) سناتور سابق عضو حزب جمهوری‌خواه ایالات متحده آمریکا بود. وی در سال ۱۹۰۷ تا ۱۹۱۳ میلادی سناتور ایالت اورگن در سنای ایالات متحده آمریکا بود.